# Comuna Lavassaare
Lavassaare este o comună (vald) din Județul Pärnu, Estonia.